# سينثيا نيفيل
سينثيا نيفيل هي مختصة في الدراسات القروسطية ‏ ومؤرخة كندية، ولدت في 1950.